# 大聖寺地震
座標: 北緯36度18分 東経136度17分 / 北緯36.3度 東経136.28度
大聖寺地震（だいしょうじじしん）は、1930年（昭和5年）10月17日6時35分に、石川県西方沖で発生した地震。地震の規模はM6.3で、深さは10km。富山県射水郡伏木町（現在の高岡市）で震度5を観測した。6時32分にはＭ5.3の地震も起きている。

## 各地の震度
各地の震度は以下の通り。
| 震度 | 都道府県 | 観測点     |
| ---- | -------- | ---------- |
| 5    | 富山県   | 伏木       |
| 4    | 福井県   | 福井       |
| 4    | 京都府   | 宮津       |
| 3    | 石川県   | 金沢・輪島 |
| 3    | 岐阜県   | 岐阜・高山 |
| 3    | 愛知県   | 名古屋     |
| 3    | 三重県   | 津         |
| 3    | 滋賀県   | 彦根       |
| 3    | 兵庫県   | 豊岡       |
| 3    | 奈良県   | 奈良       |
| 2    | 長野県   | 飯田       |
| 2    | 静岡県   | 浜松       |
| 2    | 京都府   | 京都       |
| 2    | 岡山県   | 岡山       |
| 1    | 新潟県   | 高田       |
| 1    | 長野県   | 長野       |
| 1    | 大阪府   | 大阪       |
| 1    | 兵庫県   | 神戸・洲本 |
| 1    | 鳥取県   | 境港       |
| 1    | 香川県   | 多度津     |

## 被害
大聖寺・吉崎・小松付近で煙突の破損、落壁、石灯籠・墓石の転倒あり。付近で砂丘による崖崩れ・亀裂あり。とくに佐美山の崖崩れは大きく長さ150mにわたった。小松町などで噴水。吉崎や橋立の漁夫は海震を感じた。石川県で死者1人。富山県高岡市で死者1人。